# Ортогональная группа
Ортогона́льная гру́ппа — группа всех линейных преобразований {\displaystyle n}-мерного векторного пространства {\displaystyle V} над полем {\displaystyle k}, сохраняющих фиксированную невырожденную квадратичную форму {\displaystyle Q} на {\displaystyle V} (то есть таких линейных преобразований {\displaystyle \varphi }, что {\displaystyle Q(\varphi (v))=Q(v)} для любого {\displaystyle v\in V}).

## Обозначения и связанные определения
- Элементы ортогональной группы называются ортогональными (относительно {\displaystyle Q}) преобразованиями {\displaystyle V}, а также автоморфизмами формы {\displaystyle Q} (точнее, автоморфизмами пространства {\displaystyle V} относительно формы {\displaystyle Q})[1].
- Обозначается {\displaystyle O_{n}}, {\displaystyle O_{n}(k)}, {\displaystyle O_{n}(Q)} и т. п. Когда квадратичная форма не указана явно, то подразумевается форма, задаваемая суммой квадратов координат, то есть выражающаяся единичной матрицей.
- Над полем действительных чисел, ортогональная группа незнакоопределённой формы с сигнатурой ({\displaystyle l} плюсов, {\displaystyle m} минусов) где {\displaystyle n=l+m}, обозначается {\displaystyle O(l,m)}, см. напр. O(1,3).

## Свойства
- В случае, если характеристика основного поля не равна двум, то с {\displaystyle Q} связана невырожденная симметрическая билинейная форма {\displaystyle F} на {\displaystyle V}, определенная формулой
{\displaystyle F(u,\;v)={\frac {Q(u+v)-Q(u)-Q(v)}{2}}.}

Тогда ортогональная группа состоит в точности из тех линейных преобразований пространства {\displaystyle V}, которые сохраняют {\displaystyle F}, и обозначается через {\displaystyle O_{n}(k,\;F)} или (когда ясно о каком поле {\displaystyle k} и форме {\displaystyle F} идёт речь) просто через {\displaystyle O_{n}}.
- Если {\displaystyle B} — матрица формы {\displaystyle F} в неком базисе пространства {\displaystyle V}, то ортогональная группа может быть отождествлена с группой всех таких матриц {\displaystyle A} с коэффициентами в {\displaystyle k}, что {\displaystyle A^{T}BA=B}[1].

В частности, если базис таков, что {\displaystyle Q} является суммой квадратов координат (то есть матрица {\displaystyle B} единична), то такие матрицы {\displaystyle A} называются ортогональными.
- Над полем вещественных чисел, группа {\displaystyle O_{n}({\mathbb {R} },\;V)} компактна тогда и только тогда, когда форма {\displaystyle Q} знакоопределена.
  - В этом случае любой элемент из {\displaystyle O_{n}({\mathbb {R} })}, для подходящего базиса представляется как блочно-диагональная матрица
{\displaystyle {\begin{bmatrix}{\begin{matrix}R_{1}&&\\&\ddots &\\&&R_{k}\end{matrix}}&0\\0&{\begin{matrix}\pm 1&&\\&\ddots &\\&&\pm 1\end{matrix}}\\\end{bmatrix}}}

где R1, ..., Rk — 2х2 матрицы поворотов; теорема вращения Эйлера является частным случаем этого утверждения.

## Другие группы
Ортогональная группа является подгруппой полной линейной группы GL({\displaystyle n}). Элементы ортогональной группы, определитель которых равен 1 (это свойство не зависит от базиса), образуют подгруппу — специальную ортогональную группу {\displaystyle SO(n,Q)}, обозначаемую так же, как и ортогональная группа, но с добавлением буквы «S». {\displaystyle SO(n,Q)}, по построению, является также подгруппой специальной линейной группы {\displaystyle SL(n)}.